# Batalla de Munguía
La batalla de Munguía fue un enfrentamiento librado en los últimos compases de las guerras de bandos en 1471 en torno a la villa de Munguía, Vizcaya.

## Antecedentes
Tras la muerte de su padre, Pedro Fernández de Velasco, II conde de Haro y Condestable de Castilla, pretendió hacerse con el Señorío de Vizcaya.
Por aquel entonces, aunque el Señorío lo ostentaba el propio rey Enrique IV de Castilla, la Corona de Castilla no veía con malos ojos que un grande de la corte dominara el territorio. De este modo, el Conde  de Haro entra por Álava, tomando Vitoria, y pese a ser rechazado en su intento de hacer lo propio en Villarreal de Álava, feudo de los gamboínos Abendaño, se internó en Vizcaya, tomando Valmaseda.
Ante este movimiento, su rival en la corte, Pedro Manrique de Lara, II conde de Treviño, consiguió reunir en Carrión de los Condes a las cabezas de los dos bandos rivales entre los que se alineaba la nobleza rural vasca, originaria de los siglos XIV y XV: Pedro de Avendaño, por parte de los gamboínos, y Juan Alonso de Mújica y Butrón por los oñacinos.
Ambos linajes, terriblemente enfrentados y protagonistas de episodios sangrientos como la quema de Mondragón en 1448 o la batalla de Elorrio de 1468, entre otras muchas escarazamuzas y conjuras, deciden reconciliarse y unir sus fuerzas ante la pretensión del Conde de Haro y su previsible pérdida de poder. Los mismos protagonistas habían sido anteriormente desterrados por los desmanes y banderías cometidos en sus tierras de influencia.

## La batalla
El enfrentamiento se produce en las inmediaciones de Munguía donde el contingente del Conde de Haro, en su mayoría compuesto por soldados de caballería, comienza enfrentándose a los parientes mayores y ataca el feudo de los Mújica y Butrón. La resistencia de éstos y la llegada de las fuerzas del Conde de Treviño decanta el enfrentamiento definitivamente en favor de la nobleza vizcaína.
La resolución de la batalla y la consecuente retirada del Conde de Haro, obliga a Enrique IV de Castilla a acercarse con sus tropas a Orduña para reconciliar a los dos condes castellanos. En las siguientes décadas, los monarcas tenderán a posicionarse del lado de las villas y hermandades con el objetivo de pacificar los bandos y controlar el poder señorial en el territorio vasco.